# Perfume: The Story of a Murderer (phim)
Perfume: The Story of a Murderer là một phim tâm lý tội phạm giật gân của Đức năm 2006 do Tom Tykwer đạo diễn và có sự tham gia của Ben Whishaw, Alan Rickman, Rachel Hurd-Wood và Dustin Hoffman. Tykwer cùng với Reinhold Heil và Johnny Klimek là tác giả nhạc nền phim. Kịch bản phim chắp bút bởi Tykwer, Andrew Birkin và Bernd Eichinger dựa trên cuốn tiểu thuyết Mùi hương phát hành năm 1985 của Patrick Süskind.